# Kill Your Darlings
Kill Your Darlings là một phim tiểu sử Mỹ năm 2013 được viết bởi Austin Bunn và đạo diễn bởi John Krokidas trong bộ phim đầu tay của mình. Bộ phim đã được công chiếu trên toàn thế giới tại Liên hoan phim Sundance 2013, thu được những phản ứng đầu tiên tích cực. Nó được chiếu tại Liên hoan phim quốc tế Toronto 2013, and it had a limited theatrical North American release from ngày 16 tháng 10 năm 2013. Kill Your Darlings đã có sẵn trên Blu-ray và DVD, ngày 18 tháng 3 năm 2014 tại Hoa Kỳ, sau đó là bản phát hành tại Anh vào ngày 21 tháng 4 năm 2014.
Câu chuyện kể về những ngày học đại học của một số thành viên đầu tiên của Beat Generation là (Lucien Carr, Allen Ginsberg, William S. Burroughs, và Jack Kerouac), tương tác của họ, và giết chóc ở công viên bờ sông ở Manhattan, thành phố New York.

## Nội dung
Khi còn trẻ vào những năm 1940, nhà thơ Allen Ginsberg (Daniel Radcliffe) giành được một vị trí tại Đại học Columbia tại thành phố New York. Anh ta đến như một sinh viên năm nhất rất thiếu kinh nghiệm, nhưng sớm gặp phải Lucien Carr (Dane DeHaan), người rất chống thành lập và chèo kéo.
Sau một thời gian, Ginsberg phát hiện ra rằng Carr chỉ có thể ở lại Columbia nhờ một người đàn ông hơi lớn tuổi, một giáo sư, David Kammerer (Michael C. Hall), người viết tất cả các bài báo cho anh ta và có mối quan hệ săn mồi với Carr. Dường như Kammerer vẫn còn yêu Carr, và được tiết lộ sẽ gây áp lực với Carr vì sự ủng hộ tình dục, để đổi lấy việc đảm bảo rằng anh ta không thể bị trục xuất.
Ginsberg sớm gặp nhau, thông qua Carr, William S. Burroughs (Ben Foster), đã đi sâu vào thử nghiệm ma túy. Nhà văn Jack Kerouac (Jack Huston), lúc đó là một thủy thủ và bị trục xuất khỏi Columbia, cũng gặp và dành thời gian với họ. Cuối cùng, Carr nói với Kammerer rằng anh ta đã xong việc với anh ta và tuyển dụng Ginsberg (người phải lòng anh ta) để viết các bài thi học kỳ của anh ta. Sau một thời gian, Kerouac và Carr cố gắng chạy trốn và tham gia tàu buôn với nhau, hy vọng sẽ đến Paris.
Có một cuộc đối đầu giữa Carr và Kammerer, trong đó Kammerer bị giết bằng cách đâm (và có lẽ cũng do chết đuối). Carr bị bắt và yêu cầu Ginsberg viết lắng đọng cho anh ta. Ginsberg ban đầu miễn cưỡng giúp đỡ Carr không ổn định, nhưng sau khi đào sâu thêm bằng chứng quan trọng về Kammerer và mối quan hệ trong quá khứ của anh ta, anh ta đã viết một đoạn có tựa đề "Đêm trong câu hỏi". Tác phẩm mô tả một sự kiện nhiều cảm xúc hơn, trong đó Carr giết Kammerer, người hoàn toàn nói với anh ta sau khi bị đe dọa bằng dao, bị tàn phá bởi sự từ chối cuối cùng này. Carr từ chối câu chuyện "hư cấu" và cầu xin Ginsberg quyết tâm không tiết lộ cho bất kỳ ai, sợ rằng nó sẽ hủy hoại anh ta trong phiên tòa tiếp theo.
Chúng tôi học được từ mẹ của Carr rằng Kammerer là người đầu tiên quyến rũ Carr, khi anh ta còn trẻ hơn nhiều và sống ở Chicago. Sau phiên tòa, chúng tôi phát hiện ra rằng Carr đã làm chứng rằng cuộc tấn công chỉ diễn ra vì Kammerer là một kẻ săn mồi tình dục, và rằng Carr đã giết anh ta để tự vệ. Carr không bị kết án giết người và chỉ nhận được một bản án ngắn cho tội ngộ sát.
Ginsberg sau đó nộp "Đêm trong câu hỏi" làm bài báo cuối cùng của mình. Trên cơ sở của đoạn văn xuôi gây sốc đó, Ginsberg phải đối mặt với khả năng bị trục xuất khỏi Columbia. Hoặc anh ta phải bị trục xuất hoặc anh ta phải nắm lấy các giá trị thành lập. Anh ta chọn cái trước, nhưng buộc phải để lại bản thảo của mình phía sau. Một hoặc hai tuần sau, anh ta nhận được bản thảo trong thư với một lá thư khích lệ từ giáo sư của anh ta bảo anh ta theo đuổi bài viết của mình.

## Diễn viên
- Daniel Radcliffe vai Allen Ginsberg
- David Cross vai Louis Ginsberg
- Dane DeHaan vai Lucien Carr
- Ben Foster vai William S. Burroughs
- Michael C. Hall vai David Kammerer
- Jack Huston vai Jack Kerouac
- Jennifer Jason Leigh vai Naomi Ginsberg
- Elizabeth Olsen vai Edie Parker
- John Cullum vai Professor Harrison Ross Steeves
- David Rasche vai Dean of Columbia University
- Kyra Sedgwick vai Marian Carr
- Zach Appelman vai Luke Detweiler

## Sản xuất
Năm 2008, khi đang biểu diễn Equus trên sân khấu, Daniel Radcliffe đã thử giọng và có phần của Ginsberg. Radcliffe tiếp tục quay hai phần cuối của phim Harry Potter, Deathly Hallows – Part 1 và Part 2, và với anh ta không có sẵn để quay phim, Chris Evans, Jesse Eisenberg, và Ben Whishaw được chọn mà không có Radcliffe. Ngay sau đó, tài chính cho bộ phim đã giảm. Khi đạo diễn John Krokidas bắt đầu sản xuất bộ phim một lần nữa, anh đề nghị vai Ginsberg trở lại với Radcliffe.

## Phát hành

### Phản ứng phê phán
Kill Your Darlings đã nhận được đánh giá phê duyệt tổng thể 75% từ các nhà phê bình tại Rotten Tomatoes, dựa trên 142 đánh giá với xếp hạng trung bình là 6,6/10. Đồng thuận quan trọng của trang web là: "Được củng cố bởi hóa học to lớn giữa Daniel Radcliffe và Dane DeHaan, Kill Your Darlings đưa ra một tiêu điểm sống động về một chương đầu trong câu chuyện về Thế hệ Beat." Trên Metacritic, bộ phim có số điểm trung bình là 65 trên 100, dựa trên 36 đánh giá, cho biết các đánh giá "Nói chung có lợi". Bộ phim kiếm được $ 1,030,064 trong bản phát hành giới hạn.
The Daily Telegraph đã cho bộ phim điểm ba trong số năm sao, nói rằng, "Không giống như Walter Salles gần đây thích ứng của On the Road, bao trùm triết lý Beat với nụ cười rộng và đáng tin cậy, Kill Your Darlings là tò mò về giá trị của phong trào, và thiên tài của các nhân vật của nó không bao giờ được giả định ". Đánh giá  Kill Your Darlings  sau khi trình chiếu tại Liên hoan phim Sundance 2013, nhà phê bình Damon Wise của The Guardian ca ngợi bộ phim là "thỏa thuận thực sự, một nỗ lực đích thực để khởi nguồn cho sự khởi đầu của nền văn hóa đối lập thực sự đầu tiên của Mỹ trong thế kỷ 20". Kill Your Darlings, Wise đã viết, "tạo ra một cảm giác năng lượng và đam mê thực sự, vì một lần tránh khỏi việc khóa các phím máy chữ để cho các nghệ sĩ thực sự nói chuyện, nghĩ ra, và cuối cùng dám cùng nhau sáng tạo và đổi mới. Và mặc dù nó bắt đầu như một bí ẩn giết người '. 'Kill Your Darlings' 'có thể được mô tả tốt nhất như một mê cung đạo đức trí tuệ, một câu chuyện hoàn hảo về thời gian và vẫn là một câu chuyện vẫn còn vang dội cho đến ngày nay. " Wise trao giải cho bộ phim bốn trong số năm sao. Justin Chang của Variety đã viết, "Một chú thích thế hệ Beat bí ẩn được kết hợp với những màn trình diễn điêu luyện, hình ảnh thơ mộng tối tăm và thể hiện sinh động của học viện thập niên 1940 trong Kill Your Darlings được chỉ đạo với một cảm giác chắc chắn về phong cách đẩy lùi những giới hạn hẹp của câu chuyện hấp dẫn được thừa nhận của nó, tính năng đầu tiên của John Krokidas mang lại cảm giác phiêu lưu nhưng có phần bị che chở khi tưởng tượng ra một cơn lốc ghen tuông, ám ảnh và giết chóc nhấn chìm Allen Ginsberg, William S Burroughs và Jack Kerouac trong những ngày đầu của cuộc cách mạng văn học của họ."

### Không chính xác lịch sử hoặc khẳng định nghi vấn
"Người tâm sự và thư ký lâu năm của Ginsberg, người đứng đầu của Allen Ginsberg Trust," Bob Rosenthal, lập luận rằng bộ phim là "một cuộc di tản tuyệt vời của những sinh viên đại học trẻ tuổi giữa Thế chiến II tìm ra phương tiện biểu đạt độc đáo của họ trên thế giới. " Tuy nhiên, ông nói, nó cũng chứa một số điểm không chính xác: "Những điều bịa đặt lớn trong phim không đáng lo ngại như những điều nhỏ nhặt. Trong mọi trường hợp, khi sự thật được dẫm lên và sắc thái của sự thật bị từ chối, thông điệp trở thành moribund." Caleb Carr tiếp tục mô tả Kammerer là một kẻ săn mồi tình dục lớn hơn Lucien Carr 14 tuổi, người đầu tiên gặp Lucien khi sau đó là người dậy thì và đã nhiều lần lợi dụng sự ngây thơ và khao khát của một người đàn ông trẻ tuổi sau khi bị bỏ rơi bởi sự tự nhiên của anh ta cha. Hơn nữa, Kerouac, người chỉ muốn tình bạn đơn phương từ Lucien, đã kích động sự ghen tị của Kammerer. Ngược lại, theo tài khoản của người viết tiểu sử của Jack Kerouac, Dennis McNally, Lucien Carr luôn khẳng định, điều mà William Burroughs (một người bạn thời thơ ấu của Kammerer ở St. Louis) tin rằng anh ta không bao giờ có quan hệ tình dục với Kammerer.

## Giải thưởng
| Giải thưởng                              | Giải thưởng               | Giải thưởng                         | Giải thưởng                    | Giải thưởng |
| Giải thưởng                              | Ngày lễ                   | Thể loại                            | Người nhận và người được đề cử | Kết quả     |
| ---------------------------------------- | ------------------------- | ----------------------------------- | ------------------------------ | ----------- |
| BFI London Film Festival                 | 19 tháng 10 năm 2013      | Sutherland Trophy                   | John Krokidas                  | Đề cử       |
| Gotham Awards                            | 2 tháng 12 năm 2013       | Best Breakthrough Actor             | Dane DeHaan                    | Đề cử       |
| Hamptons International Film Festival     | ngày 12 tháng 10 năm 2013 | Breakthrough Performer              | Dane DeHaan                    | Đoạt giải   |
| Hamptons International Film Festival     | ngày 12 tháng 10 năm 2013 | Breakthrough Performer              | Jack Huston                    | Đoạt giải   |
| Palm Springs International Film Festival | ngày 5 tháng 1 năm 2013   | Directors to Watch                  | John Krokidas                  | Đoạt giải   |
| Sundance Film Festival                   | ngày 26 tháng 1 năm 2013  | Grand Jury Prize                    |                                | Đề cử       |
| Venice Film Festival                     | ngày 7 tháng 9 năm 2013   | The Venice Days International Award |                                | Đoạt giải   |